# Sigma-2 receptor
Sigma-2 receptor je sigma receptor koji preferentno vezuje siramesin i PB28.
Aktivacija ovog receptora može da uzrokuje apoptozu. 3E farmakofor model sigma2 receptora baziran na seriji supstituisanih benzo[d]oksazol-2(3H)-on derivata je objavljen.

## Literatura
1. ↑  Skuza G, Rogóz Z (2006). „The synergistic effect of selective sigma receptor agonists and uncompetitive NMDA receptor antagonists in the forced swim test in rats”. J. Physiol. Pharmacol. 57 (2): 217—29. PMID 16845227.
2. ↑  Cassano G; Gasparre G; Contino M;  . (2006). „The sigma-2 receptor agonist PB28 inhibits calcium release from the endoplasmic reticulum of SK-N-SH neuroblastoma cells”. Cell Calcium. 40 (1): 23—8. PMID 16687172. doi:10.1016/j.ceca.2006.03.004.
3. ↑  Bowen WD (2000). „Sigma receptors: recent advances and new clinical potentials”. Pharm Acta Helv. 74 (2–3): 211—8. PMID 10812960. doi:10.1016/S0031-6865(99)00034-5.
4. ↑  Laurini E, Zampieri D, Mamolo MG, Vio L, Zanette C, Florio C, Posocco P, Fermeglia M, Pricl S (2010). „A 3D-pharmacophore model for sigma2 receptors based on a series of substituted benzo[d]oxazol-2(3H)-one derivatives”. Bioorg. Med. Chem. Lett. 20 (9): 2954—7. PMID 20347592. doi:10.1016/j.bmcl.2010.03.009.

## Spoljašnje veze
- sigma-2+receptor на 